# 梅亚尔 (阿列省)
梅亚尔（法語：Meillard，法語發音：[mɛjaʁ]）是法国阿列省的一个市镇，位于该省中部，属于穆兰区。

## 地理
梅亚尔（46°23'22"N, 3°14'6"E）面积25.48 平方千米，位于法国奥弗涅-罗讷-阿尔卑斯大区阿列省，该省份为法国中部省份，北起涅夫勒省、西北接谢尔省，西南至克勒兹省，南至多姆山省，东南临卢瓦尔省，东临索恩-卢瓦尔省。
与梅亚尔接壤的市镇（或旧市镇、城区）包括：布朗萨、布雷奈、沙泰勒德讷夫尔、拉费利讷、阿列河畔莫内泰、特勒邦、波旁地区韦尔讷伊。

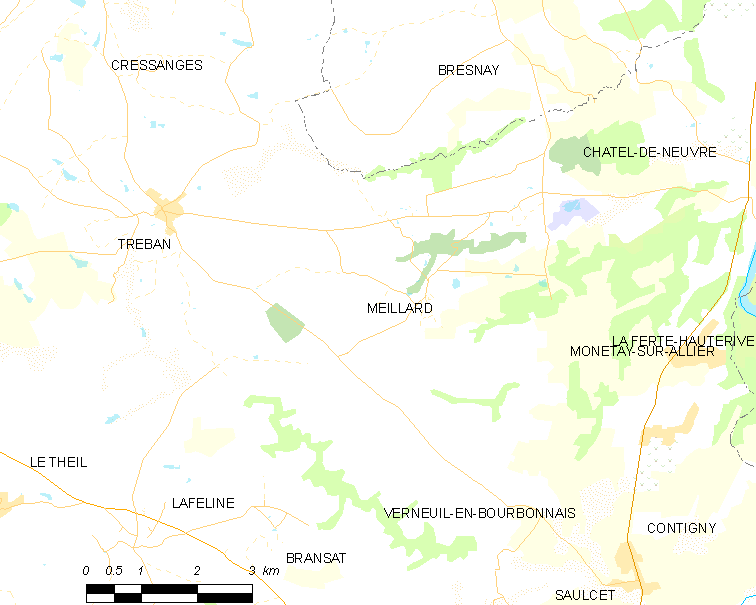
的OSM定位图

梅亚尔的时区为UTC+01:00、UTC+02:00（夏令时）。

## 行政
梅亚尔的邮政编码为03500，INSEE市镇编码为03169。

## 政治
梅亚尔所属的省级选区为苏维尼县。

## 人口

1962-2008年间人口变化图示

梅亚尔于2022年1月1日时的人口数量为307人。